# رودريغو روخو
رودريغو روخو (بالإسبانية: Rodrigo Rojo)‏ (21 يوليو 1989 بمونتفيدو في الأوروغواي - ) هو لاعب كرة قدم أوروغواني في مركز الدفاع. لعب مع ديفينسور سبورتينغ ورامبلا جونيورز ونادي أويبست ونادي سينت ترويدن وإنستيتوسيون أتلتيكا سود أمريكا ‏ وClub Atlético Fénix ‏ وسنترو أتلتيكو فينكس ‏.

## وصلات خارجية
- رودريغو روخو على موقع قاعدة بيانات كرة القدم.إي يو (الإنجليزية)
- رودريغو روخو على موقع Soccerway.com (الإنجليزية)